# Midollare del surrene

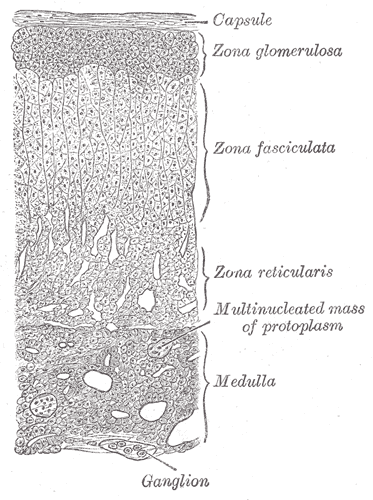
midollo surrenale corredato dai nomi delle varie parti

Il midollo surrenale è una parte della ghiandola surrenale. È collocato al centro della ghiandola, circondata dalla corteccia surrenale. 

## Funzione
Composto prevalentemente dalle cellule endocrine cromaffini, il midollo surrenale è il principale sito di conversione dell'amminoacido tirosina nelle catecolamine adrenalina (epinefrina) e noradrenalina (norepinefrina). 
In risposta a situazioni di stress, le cellule midollari rilasciano catecolamine nel sangue in proporzione 85:15 di adrenalina e noradrenalina.
L'adrenalina e la noradrenalina hanno effetti diversi sull'organismo: la prima ha prevalentemente effetti metabolici, mentre la seconda agisce soprattutto sulla pressione arteriosa. L'adrenalina determina iperglicemia attraverso la glicogenolisi epatica e muscolare, stimola la lipolisi e stimola il cronotropismo, l'inotropismo e il sistema nervoso centrale (risposta simpatica di "lotta o fuga"). Inoltre aumenta la pressione massima e abbassa la minima, lasciando quindi la pressione media pressoché inalterata. Infine, agendo in linea di massima da vasodilatatore, abbassa la resistenza periferica totale.
La noradrenalina ha un effetto positivo di minor rilievo sulla glicemia ma, al pari dell'adrenalina, stimola il SNC (in quanto catecolammina e quindi neurotrasmettitore della branca simpatica del SNA). È un vasocostrittore, per cui incrementa la resistenza periferica totale, ed ha un effetto cronotropo ed inotropo negativo. Un ulteriore effetto di questa catecolamina è l'innalzamento della pressione massima, della pressione minima e, di conseguenza, della pressione media.

## Origine
Le cellule midollari derivano dalla cresta neurale dell'embrione e di conseguenza possono essere classificati come neuroni modificati.
In particolare, sono cellule postgangliari del sistema nervoso simpatico modificate. Esse hanno perso i loro assoni e dendriti, ricevendo innervazione dalle corrispondenti fibre pregangliari.
Inoltre, come le sinapsi tra fibre pre e postganglioniche sono chiamati ganglia, il midollo surrenale è definibile come un 'ganglio modificato' del sistema nervoso simpatico: infatti, mentre le fibre simpatiche emergenti dal midollo spinale normalmente si portano a contrarre sinapsi con un ganglio (dal quale emerge una fibra post-gangliare diretta ad un organo-bersaglio), in questo specifico caso le fibre giungono alla midollare del surrene senza contrarre sinapsi intermedie, come fosse essa stessa un ganglio appartenente al sistema simpatico.